# Renato Righetti
Renato Righetti, noto anche con lo pseudonimo Renato Di Bosso (Verona, 19 settembre 1905 – Negrar, 19 dicembre 1982), è stato uno scultore e pittore italiano, esponente del futurismo e dell'aeropittura.

## Biografia
Renato Righetti nacque in una famiglia di scultori del legno (il padre Silvio e lo zio Emilio erano entrambi scultori ed intagliatori): dopo gli studi alla scuola d’arte decorativa "Napoleone Nani" di Verona sotto la guida di Ruggero Dondé, si diplomò nel 1925 all'Accademia Cignaroli della stessa città. L'anno successivo espose a Cuneo con opere che risentono ancora dello stile verista e decorativo, con una forte influenza delle opere di Adolfo Wildt. La sua svolta artistica avvenne tra la fina degli anni Venti e i primi anni Trenta quando, venuto a contatto con le opere di Boccioni, decise di dare vita nel 1931 al Gruppo Futurista Veronese “Umberto Boccioni”.
Dagli inizi degli anni Trenta iniziò ad associare alla scultura, grazie a ripetute esperienze di volo, anche l’aeropittura.
Seguendo il consiglio di Marinetti, assunse lo pseudonimo Di Bosso, vista la predilizione per quella qualità di legno nelle proprie sculture. Nel 1932 partecipò alla I Mostra futurista triveneta di Padova e firma con Marinetti e altri artisti il Manifesto futurista per la scenografia del teatro lirico all’aperto all’Arena di Verona. L'anno seguente, con Ignazio Scurto, firmò il Manifesto futurista sulla cravatta italiana, arrivando a realizzarne in alluminio nominate Anticravatte, e ancora con Scurto e altri artisti il Manifesto futurista per la città musicale. Partecipa in quegli anni a mostre futuriste a Mantova (Mostra nazionale d’arte futurista), Roma (I Mostra nazionale futurista) e a Milano alla Galleria Pesaro (Omaggio futurista a Umberto Boccioni). 
Nel 1934 prese parte alla XVIII Biennale di Venezia con l'opera Aerovisioni sintetiche e simultanee del Lago di Garda, all'interno della Mostra deglie aeropittori futuristi italiani, e alla I Mostra nazionale di plastica murale di Genova. Espose alle II Quadriennale d’arte nazionale di Roma nel 1935, e alla III nel 1939.
Il 30 maggio 1936, a Verona, sposò Fatima Leoni e l'anno stesso tornò alla Biennale, a cui partecipò anche nelle edizioni del 1940 e 1942. Nel 1941 fu presente alla III Mostra del sindacato nazionale fascista e, presso la Casa d’Artisti di Milano, presentò il manifesto L'aereosilografia mentre l'anno dopo pubblicò con Alfredo Ambrosi un opuscolo, Eroi macchine ali contro nature morte, con il quale ripropose la critica futurista a questo genere artistico. Nel 1943 partecipò nuovamente alla IV Quadriennale nazionale d'arte di Roma. A causa della guerra il suo studio venne bombardato, causando la distruzione di numerose sue opere.
Al termine del secondo conflitto mondiale rallentò notevolmente la propria attività artistica ed espositiva, dedicandosi principalmente a recensioni di mostre e articoli di critica d'arte per riviste di settore, come D'ars agency. Tornò ad esporre solo verso la seconda metà degli anni Sessanta, grazie alla riscoperta critica del secondo futurismo di cui era stato esponente.
Nel 1971 si trasferì a Negrar, dove morì nel 1982.

## Opere nelle collezioni (parziale)
- Visioni sintetiche di un paesaggio (Lago di Garda) - 1933, olio su tavola, Galleria nazionale d'arte moderna e contemporanea, Roma
- Dall'elicottero - 1933-42, olio su compensato, Galleria d'arte moderna Achille Forti, Verona
- Spiralando sull'Arena di Verona - 1935, olio su tavola, MART, Rovereto
- Milite della rivoluzione fascista - 1935, scultura in acciaio brunito, Galleria nazionale d'arte moderna e contemporanea, Roma
- Pattuglia - 1939, olio su tavola, Museo palazzo Ricci, Macerata
- Il paracadutista - 1942, olio su compensato, Galleria d'arte moderna Achille Forti, Verona
- L'Esprit volant - 1954, olio su tavola, Centro Georges Pompidou, Parigi
- Omaggio a Boccioni - 1980-82, scultura in metallo dipinto, Galleria d'arte moderna Achille Forti, Verona